# شهيدة بن فرج بوراوي
شهيدة بن فرج بوراوي (مواليد 1 سبتمبر 1960 في المنستير، تونس) مهندسة وسياسية تونسيّة. كانت وزيرة الدولة للإسكان من 24 ديسمبر 2011 إلى 29 يناير 2014، مع محمد سلمان، وزير البنية التحتية والبيئة.

## حياتها
وهي حاصلة على شهادة في الهندسة المدنية. ومنذ عام 2005 كانت مديرة للتدريب في وزارة البنية التحتية. وفي عام 2004 كانت عضوا في مجلس إدارة الشركة الوطنية للتأمين.